# William Houstoun (Mediziner)
William Houstoun (auch William Houston; * um 1704 in Schottland; † 14. August 1733 auf Jamaika) war ein britischer Arzt und Botaniker. Sein offizielles botanisches Autorenkürzel lautet „Houst.“

## Leben und Wirken
Houstoun stammt wahrscheinlich aus der schottischen Ortschaft Houston und ist mit Sir Patrick Houstoun, 1st Baronet (ca. 1635–1696) verwandt. Am 19. Februar 1719 schrieb er sich am St. Salvators College der University of St Andrews ein. Sein Medizinstudium an der Universität Leiden bei Herman Boerhaave begann Houstoun am 6. Oktober 1727. Seinen Abschluss in Leiden machte er 1729. Gemeinsam mit Gerard van Swieten führte Houstoun 1728/1729 Experimente zur Tieratmung durch, die 1736 in den Philosophical Transactions veröffentlicht wurden.
Im Sommer 1729 hielt sich Houstoun in England auf, wo er auf der Isle of Sheppey Pflanzen sammelte. 1730 erstellte er in Paris eine Liste der Pflanzen des Jardin du Roi. Im gleichen Jahr trat Houstoun als Schiffsarzt der Snow Assiento in den Dienst der South Sea Company und reiste zu den Westindischen Inseln. Dort sammelte er in Jamaika, auf Kuba und angrenzenden Teilen des Festlands Pflanzen. Vor der Küste von Veracruz erlitt er Schiffbruch, konnte aber den Großteil seiner Habseligkeiten retten. Samen und herbarisierte Pflanzen schickte er an Philip Miller und Hans Sloane. In einem im Dezember 1730 in Kingston verfassten und an Hans Sloane gerichteten Brief berichtete Houstoun, dass er einige neue Gattungen gefunden und diese nach Botanikern benannt habe. 1731 erschien in den Philosophical Transactions sein Artikel An account of the Contrayerva dem zwei seiner Zeichnungen der Pflanze beigefügt waren. Carl von Linné beschrieb aufgrund Houstouns Artikel in Species Plantarum (1753) als Dorstenia contrajerva der Gattung Dorstenia mit zwei Varietäten. Im Herbst 1731 kehrt Houstoun nach London zurück. 1732 erwarb er an der University of St Andrews den Titel eines Doktors der Medizin.
Am 4. Oktober 1732 unterzeichnete Houstoun einen Dreijahresvertrag mit den Trustees for Establishing the Colony of Georgia in America. Von Jamaika aus sollte er, in Zusammenarbeit mit der South Sea Company, die Spanischen Kolonien bei Cartagena, Portobelo, Campeche und Veracruz besuchen. Anschließend sollte er in die Provinz Georgia weiterreisen und in Savannah einen öffentlichen Garten einrichten.
Auf Vorschlag von Hans Sloane, John Martyn, Peter Collinson und Philip Miller wurde Houstoun am 18. Januar 1733 zum Mitglied der Royal Society gewählt. Er starb kurze Zeit später an den Folgen des Klimas auf Jamaika. Houstoun wurde in Kingston beigesetzt.

## Nachwirken
Sein Herbarium, seine Zeichnungen und Manuskripte hinterließ er Philip Miller. Joseph Banks erwarb das Material später von Miller und publizierte es 1781 unter dem Titel Reliquiae Houstounianae. Nach der Systematik von Joseph Pitton de Tournefort wurden darin 15 Gattungen sowie 11 Arten, alle aus Veracruz, erstmals beschrieben. 14 der 15 Gattungen hatte Houstoun nach Botanikern benannt.

## Ehrungen
Jan Frederik Gronovius benannte ihm zu Ehren die Gattung Houstonia der Pflanzenfamilie der Rötegewächse (Rubiaceae). Carl von Linné übernahm später diesen Namen.

## Schriften (Auswahl)
- An account of the Contrayerva. In: Philosophical Transactions. Band 37, Nr. 421, 1731, S. 195–198 (doi:10.1098/rstl.1731.0032).
- Experimenta de Perforatione Thoracis, ejusque in Respiratione Effectibus (engl.: Six experiments to show the effects of the perforation of the thorax on respiration). In: Philosophical Transactions. Band 39, Nr. 441, 1736, S. 230 (doi:10.1098/rstl.1735.0046).
- Reliquiae Houstounianae seu plantarum in America meridionale…. London 1781 (online) – postum von Joseph Banks veröffentlicht